# Sandakan-Massaker-Memorial

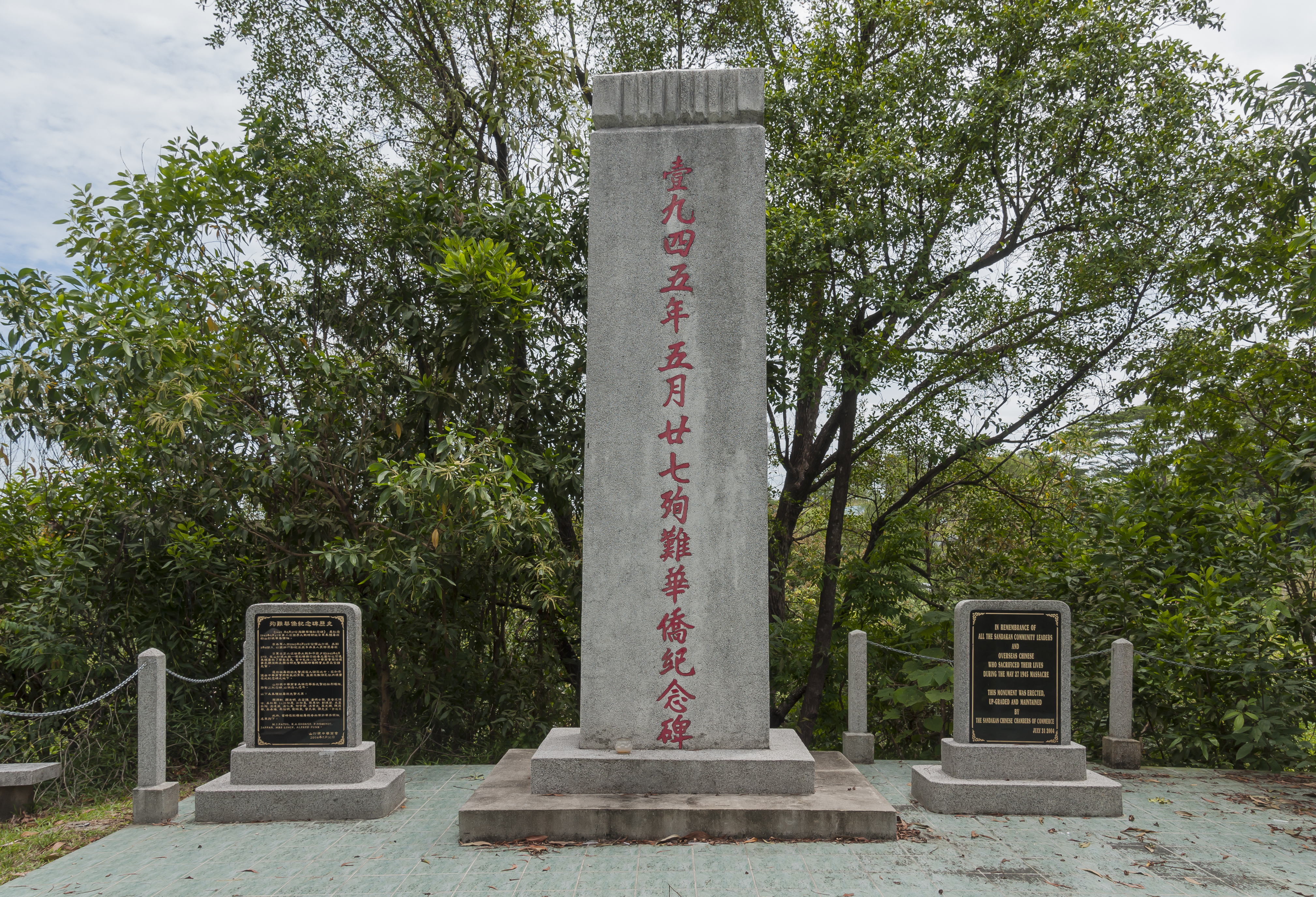
Sandakan Massacre Memorial

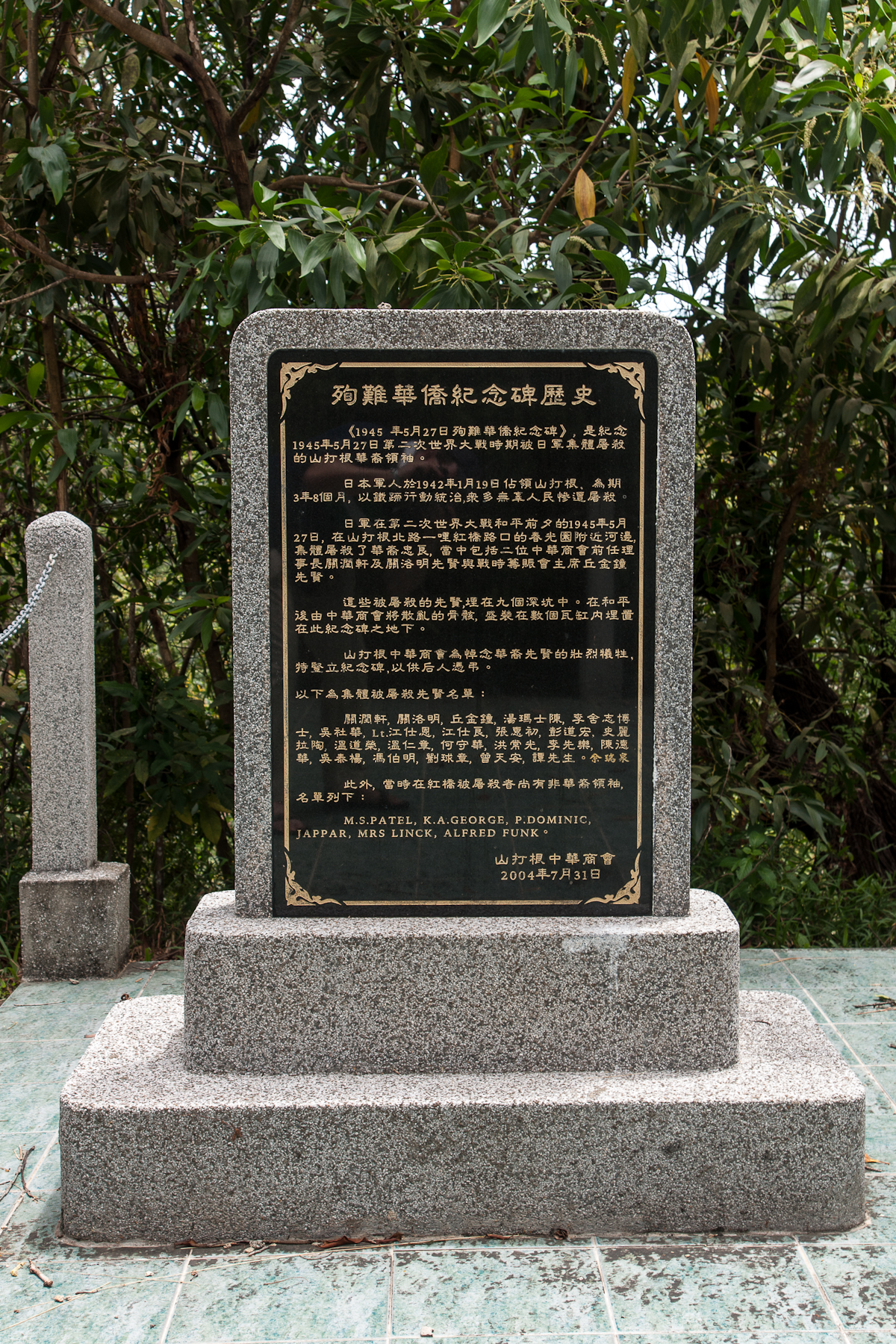
Detailansicht Gedenkstein links

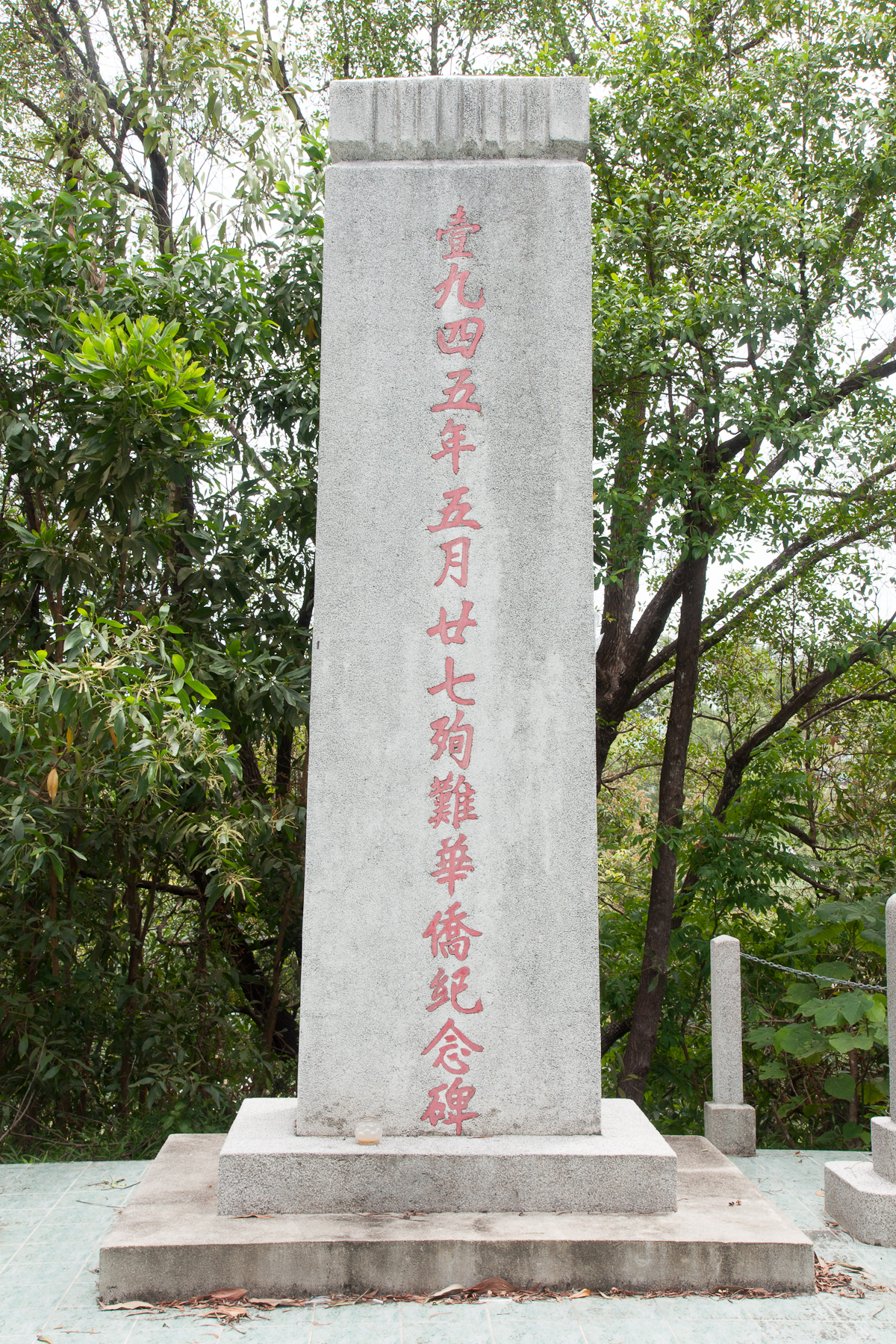
Detailansicht Stele

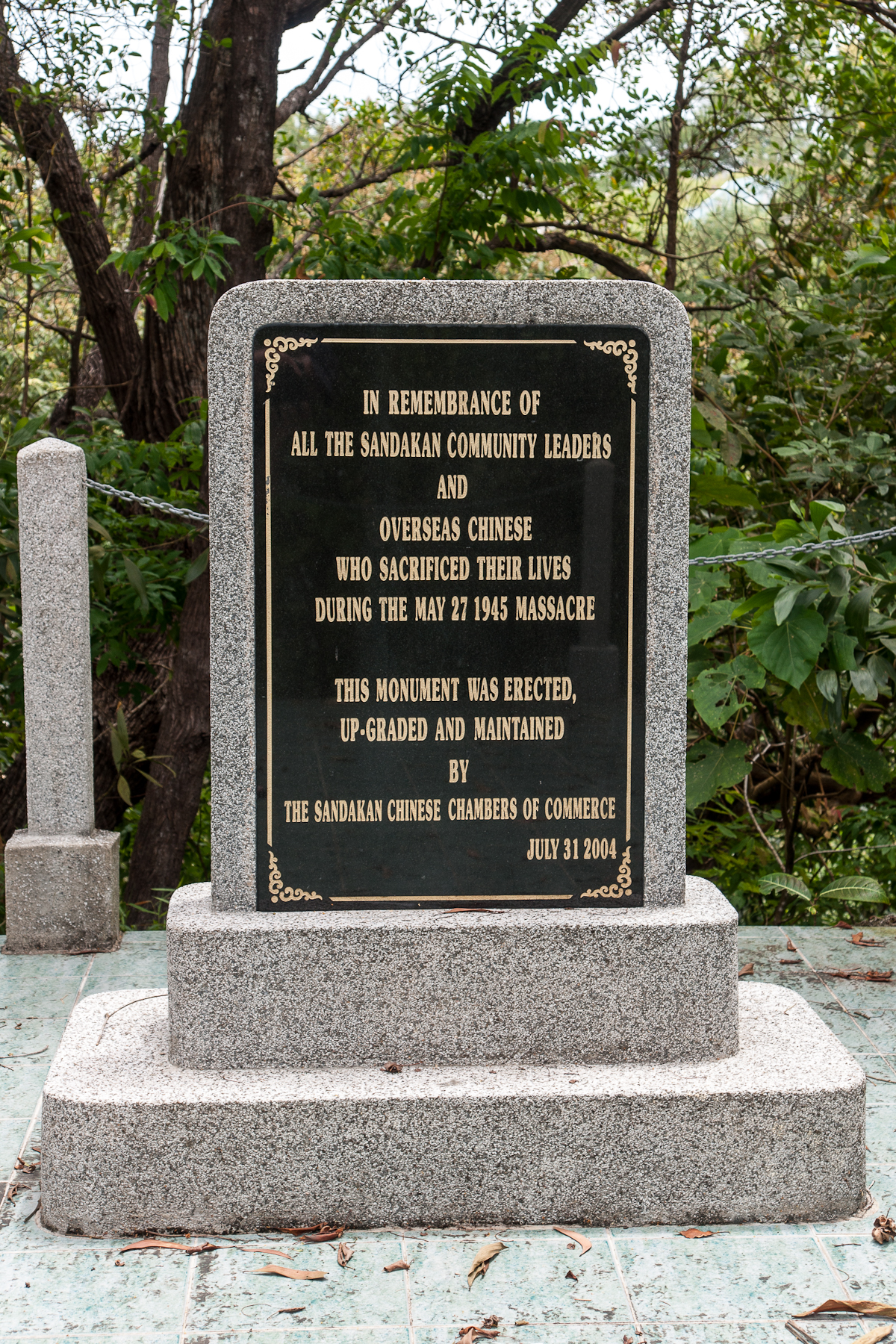
Detailansicht Gedenkstein rechts

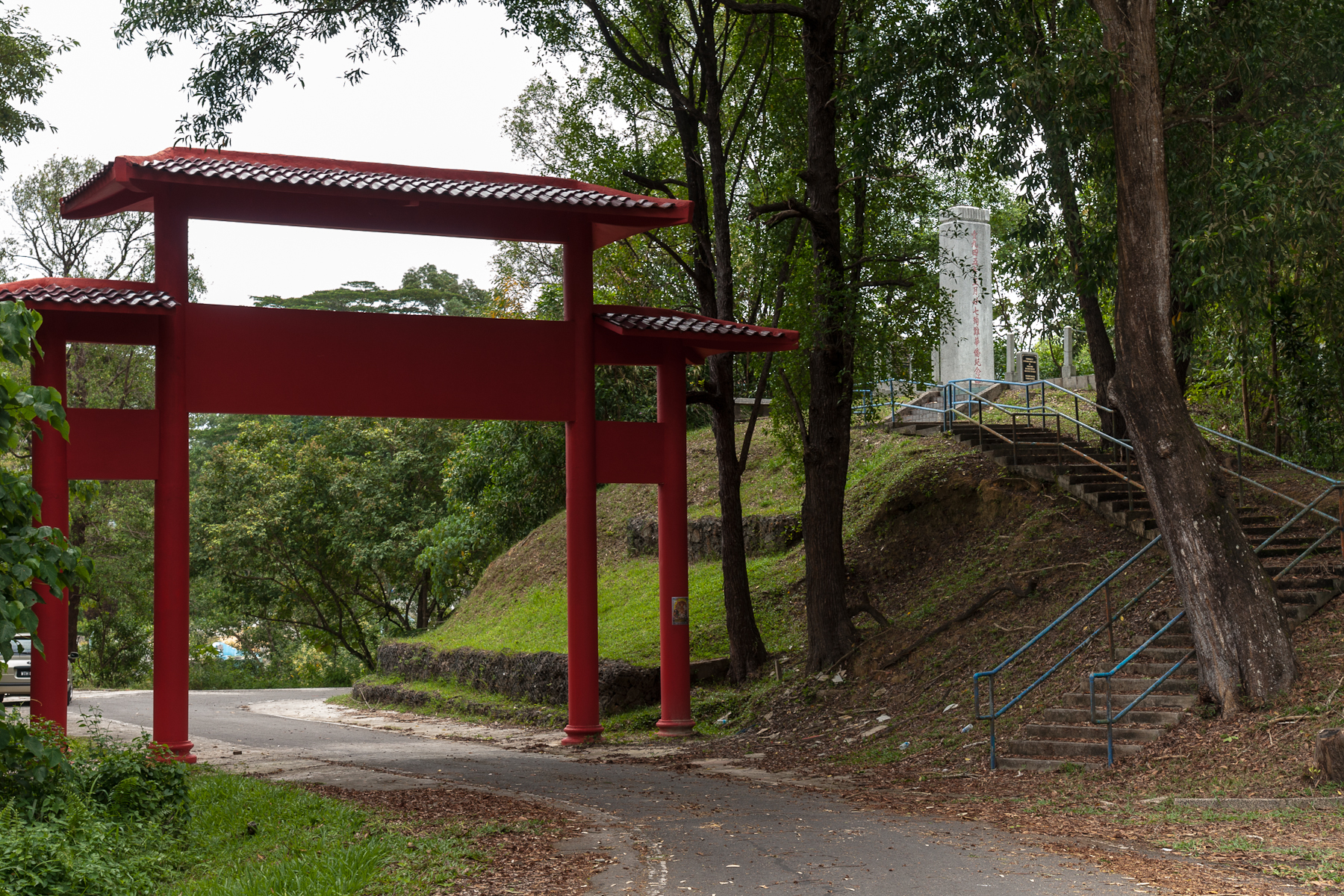
Zugang zum Friedhof und Gedenkstätte

Das Sandakan Massacre Memorial ist ein Mahnmal, das an die aus Sandakans stammenden chinesischen Opfer des 27. Mai 1945 erinnert, bei der die japanischen Besatzer Sabahs im Zweiten Weltkrieg mehr als 30 Chinesen hinrichteten – Mitglieder der lokalen Führungsschicht, die nach Überzeugung der Besatzer mit der Untergrundbewegung in Verbindung standen oder diese unterstützten.
Die Gedenkstätte wurde an dem Platz errichtet, an dem das Massaker stattfand und wo die Opfer verscharrt wurden. Die Gedenkstätte befindet sich nahe dem chinesischen Friedhof auf einem Hügel (Rea Hill) oberhalb des alten Stadtzentrums von Sandakan.

## Beschreibung
Die Gedenkstätte befindet sich nahe der Einfahrt zum chinesischen Friedhof Sandakan. Rechts neben dem Tor führen Betonstufen etwa sechs Meter hoch auf eine kleine Erhebung, die von einem gefliesten Quadrat von sechs Meter Seitenlänge gekrönt ist. Durch Gliederketten verbundene Steinpfosten begrenzen die Gedenkstätte, die aus einer etwa drei Meter hohen Stele und zwei flankierenden Gedenksteinen besteht.

### Stele
Die Stele trägt in roten chinesischen Schriftzeichen die Inschrift:

“Denkmal für die verstorbenen Chinesen am 27. Mai 1945”

### Gedenkstein links
Der links von der Stele stehende Gedenkstein aus schwarzem Marmor erinnert in goldenen Buchstaben an die Ereignisse, die zum Massaker geführt hatten und listet die Namen der hingerichteten Chinesen auf.

### Gedenkstein rechts
Der rechts von der Stele stehende Gedenkstein aus schwarzem Marmor trägt in goldenen Buchstaben die auf den 31. Juli 2004 datierte Inschrift:

“In Remembrance Of All The Sandakan Community Leaders And Overseas Chinese Who Sacrified Their Lives During The May 27 1945 Massacre
 This Monument Was Erected, Upgraded And Maintained By The Sandakan Chinese Chambers Of Commerce”

## Geschichtlicher Hintergrund
Als sich im Frühjahr 1945 abzeichnete, dass Japan den Krieg verlieren könnte, begannen die japanischen Besatzer in Sandakan mit der Verhaftung der Führungsschicht der Stadt. Auf Befehl des diensthabenden Offiziers Taisa (Oberst) Machiguchi Taku von der für Borneo zuständigen Kempeitai, wurden am 6. Mai 1945 zunächst Kwan Yun Hin – früherer Vorsitzender der Chinesischen Handelskammer Sandakan und Repräsentant der chinesischen Bevölkerung Britisch-Nordborneos im State Legislative Council – und sieben weitere Personen verhaftet.
Nach einem alliierten Luftangriff am 27. Mai dem eine dreistündige Bombardierung durch fünf oder sechs PT-Schnellboot folgte, landeten die Schnellboote im Hafen von Sandakan. Einige Vertreter der Stadt trafen sich mit den US-Soldaten. Es handelte sich jedoch nicht um die lange erwartete Invasion, denn die Boote verließen Sandakan noch in der gleichen Nacht. Die Japaner nahmen als Folge dieses Kontakts mit den Alliierten umgehend 27 Personen in Haft; die meisten von ihnen gehörten der chinesischen Führungsschicht der Stadt an.
Die Verhafteten wurden in das Hauptquartier der Kempeitai gebracht. Auf Basis angeblicher Geständnisse wurden sie vom Bezirksgericht Sandakan in Abwesenheit schuldig gesprochen.

## Das Massaker
Nach Verlesung des Urteils durch Captain Nakata Shiruchi wurde die Gruppe auf den Hügel hinter dem Hauptquartier geleitet und in Vierergruppen mit einem Maschinengewehr erschossen. Andere Quellen geben an, dass die Verurteilten enthauptet wurden. Bereits vor der Hinrichtung waren dort zehn Erdlöcher gegraben worden, in denen die Leichen der Männer verscharrt wurden.
Außer den chinesischen Opfern waren auch Angehörige anderer Nationalitäten unter den Ermordeten:
- M.S. Patel, der Inhaber der Apotheke von Sandakan,
- Mrs. Linck, die Frau des dort angestellten deutschen Apothekers,
- K.A. George, Mitglied der Stadtverwaltung,
- Richard Watson, Buchhalter,
- P. Dominic, Zollbeamter im Ruhestand,
- Alfred Funk, Mitinhaber von Funk & Sons,
- Jappar, Händler

sowie ein indischer Arzt. Nicht alle Hingerichteten sind namentlich bekannt. Es wird allgemein vermutet, dass die Zahl der Opfer weitaus größer ist, als die auf dem Gedenkstein verzeichnete Namensliste.

## Geschichte der Gedenkstätte
Bereits kurz nach dem Krieg errichtete die Bevölkerung Sandakans einen Gedenkstein, der den Opfern der Besatzung innerhalb Sandakans gewidmet war. Dieser Gedenkstein, der heute auf dem Platz vor dem District Office steht, wurde am 17. September 1946 durch den britischen Generalgouverneur von Malaya und Britisch-Borneo, Sir Malcom MacDonald, eingeweiht.
Die chinesische Gemeinde, vertreten durch die Chinesische Handelskammer Sandakan, folgte diesem Beispiel kurze Zeit später und weihte ihrerseits ein Denkmal ein; dieses war speziell den Opfern des Massakers an der chinesischen Bevölkerung gewidmet. Dieses Denkmal bestand zunächst nur aus der Stele mit der heute noch vorhandenen Inschrift.
Im Jahr 2004 wurde das Denkmal renoviert und um die beiden flankierenden Gedenksteine erweitert. Der Erhalt und die Pflege liegt auch heute noch in Händen der Chinesischen Handelskammer Sandakan.
Seit der Eröffnung der Gedenkstätte findet am Denkmal alljährlich am 27. Mai eine von den Nachkommen der Opfer organisierte Gedenkfeier statt.
Von den japanischen Offizieren, die während ihres Kriegsdienstes in Sabah waren, wurden 420 als Kriegsverbrecher angeklagt. Unter denen, die zum Tode verurteilt wurden, war auch Captain Nakata Shiruchi von der Kempeitai Sandakan.